# Matthias-Claudius-Kirche (Hamburg-Wohldorf-Ohlstedt)

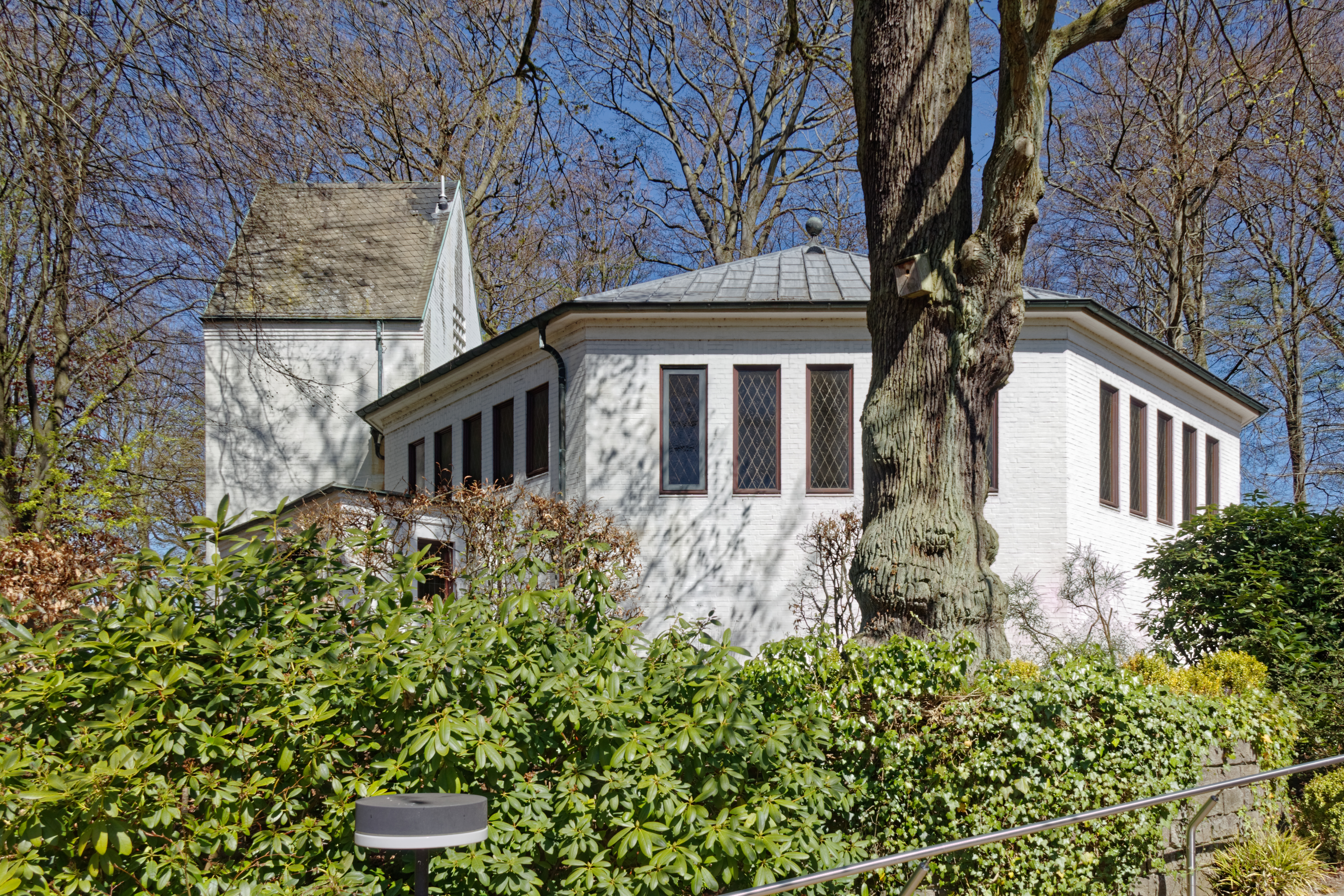
Ansicht von Süden

Die evangelisch-lutherische Matthias-Claudius-Kirche in Wohldorf-Ohlstedt ist eine der in Hamburg seltenen Zentralkirchen. Sie liegt an der Bredenbekstraße auf einer bewaldeten Anhöhe über dem Tal der Alster und der Drosselbek zwischen den Naturschutzgebieten Wohldorfer Wald und Rodenbeker Quellental.

## Bau der Kirche
Die Kirchengemeinde entstand am 1. Oktober 1948 durch die Aufteilung der bisherigen Gemeinde Bergstedt in fünf selbständige Kirchengemeinden. Zuerst gehörte noch Duvenstedt zur Gemeinde, das jedoch in den 1960er-Jahren kirchlich eigenständig wurde und ebenfalls eine neue Kirche erhielt. Unmittelbar nach der Gemeindegründung begann die Suche nach einem geeigneten Bauplatz für eine Kirche und die Planung zu Größe und Aussehen. Im März 1952 konnte das heutige Grundstück als Standort festgelegt werden.
Den Entwurf für die Matthias-Claudius-Kirche erstellte der Volksdorfer Architekt Walter Ahrendt im Juni 1952. Über die Aufteilung des Innenraums des ungewöhnlichen Zentralbaus gab es einige Diskussionen, am Ende setzte sich die Vorstellung durch, den Altar an der Ostseite zu positionieren und die Sitzgelegenheiten auf ihn auszurichten. Am 20. September 1953 erfolgte die offizielle Grundsteinlegung, das Richtfest bereits kurz darauf am 12. November 1953. Für eine aufwändige Innenausstattung fehlte zunächst das Geld, es blieb zunächst bei einer schlichten Holzausstattung, ein neu gegründeter Kirchbauverein sollte sich um die Verbesserung der Ausstattung kümmern. Während der Bauzeit fiel die Entscheidung, die Kirche nach Matthias Claudius zu benennen, unter diesem Namen konnte sie am 4. Dezember 1954 eingeweiht werden.
Die Kirche besitzt ein recht kleines achtseitiges Kirchenschiff mit gleichförmigen Wandteilen und zeltartigem Dach. Der auf der Westseite unmittelbar an den Hauptbau gebaute Turm ist mit nur 10 m Höhe ebenfalls vergleichsweise klein. Links und rechts vom Turm dienen zwei Vorbauten als Eingangsflure und Windfang.

## Ausstattung
Die Kanzel steht hinter dem Altar an der Ostwand des Kirchenschiffs. Die Bänke für 280 Personen sind in drei Blöcken mit Blick auf die Prinzipalstücke angeordnet. Die heutige Altargestaltung, der Taufstein und das Bronzerelief an der Ostwand sind Werke von Fritz Fleer aus dem Jahre 1974.
Im Turm befinden sich fünf Bronzeglocken der Glockengießerei Rincker mit den Tönen a′, h′, d″, e″ und fis″.

## Orgel
Die erste Orgel der Kirche von 1954 fertigte Kemper & Sohn. Die heute vorhandene Orgel aus der Werkstatt von Orgelbau Flentrop wurde 1971 gebaut. Ihre Disposition lautet:
| I Hauptwerk C |            |    |
| 1.            | Spitzflöte | 8′ |
| 2.            | Prinzipal  | 4′ |
| 3.            | Flöte      | 4′ |
| 4.            | Gemshorn   | 2′ |
| 5.            | Mixtur IV  |    |
| 6.            | Krummhorn  | 8′ |

| II Brustwerk C– |                 |       |
| 7.              | Gedackt         | 8′    |
| 8.              | Rohrflöte       | 4′    |
| 9.              | Prinzipal       | 2′    |
| 10.             | Quinte          | 1 ⁄3′ |
| 11.             | Sesquialtera II |       |
|                 | Tremulant       |       |

| Pedal C– |           |     |
| 12.      | Subbaß    | 16′ |
| 13.      | Prinzipal | 8′  |
| 14.      | Gemshorn  | 4′  |
| 15.      | Nachthorn | 2′  |

- 3 Normalkoppeln: II/I, I/P, II/P

## Fotografien und Karte
Koordinaten: 53° 41′ 48,4″ N, 10° 7′ 46,3″ O

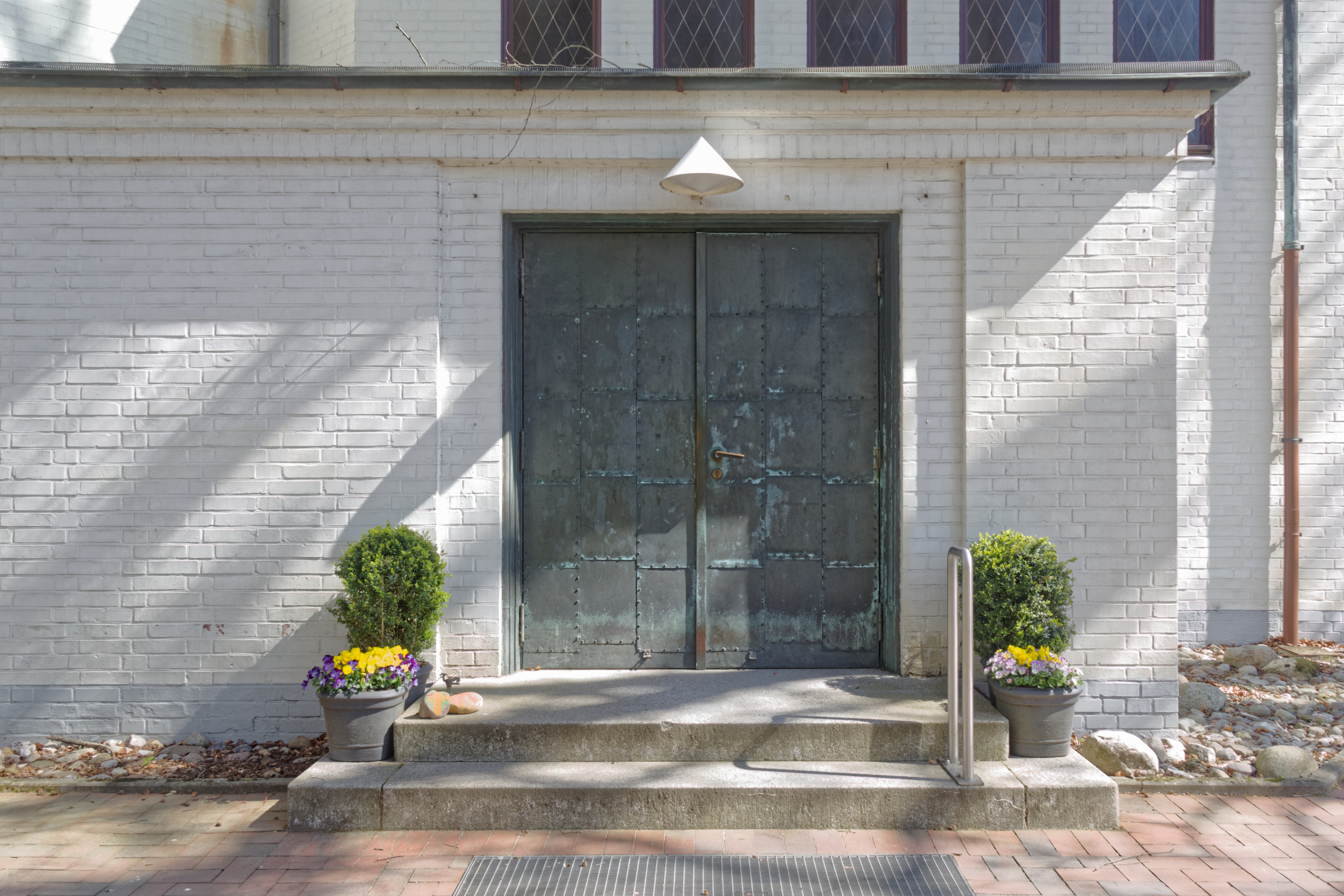
Westeingang
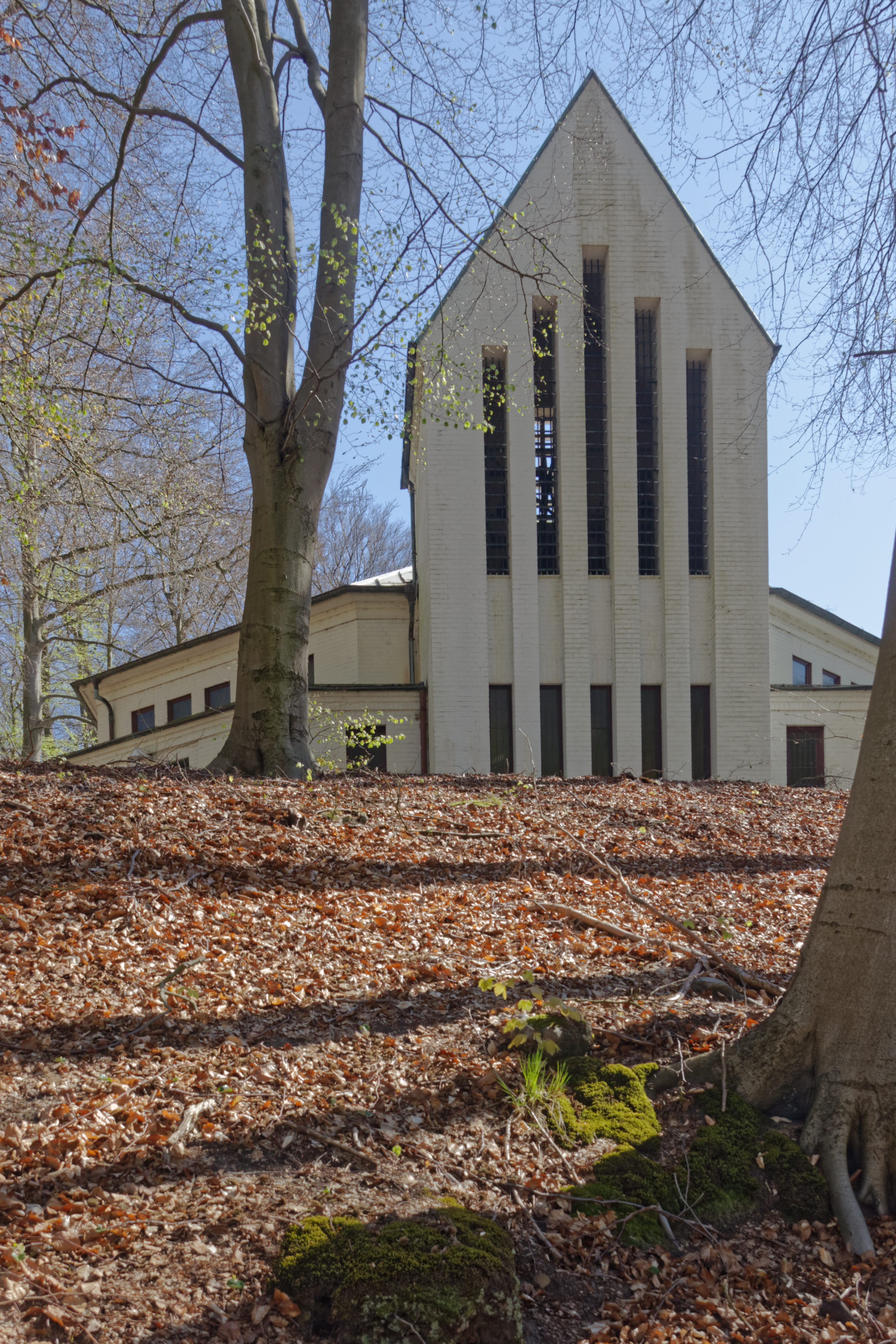
Turm und Hang zum Alstertal
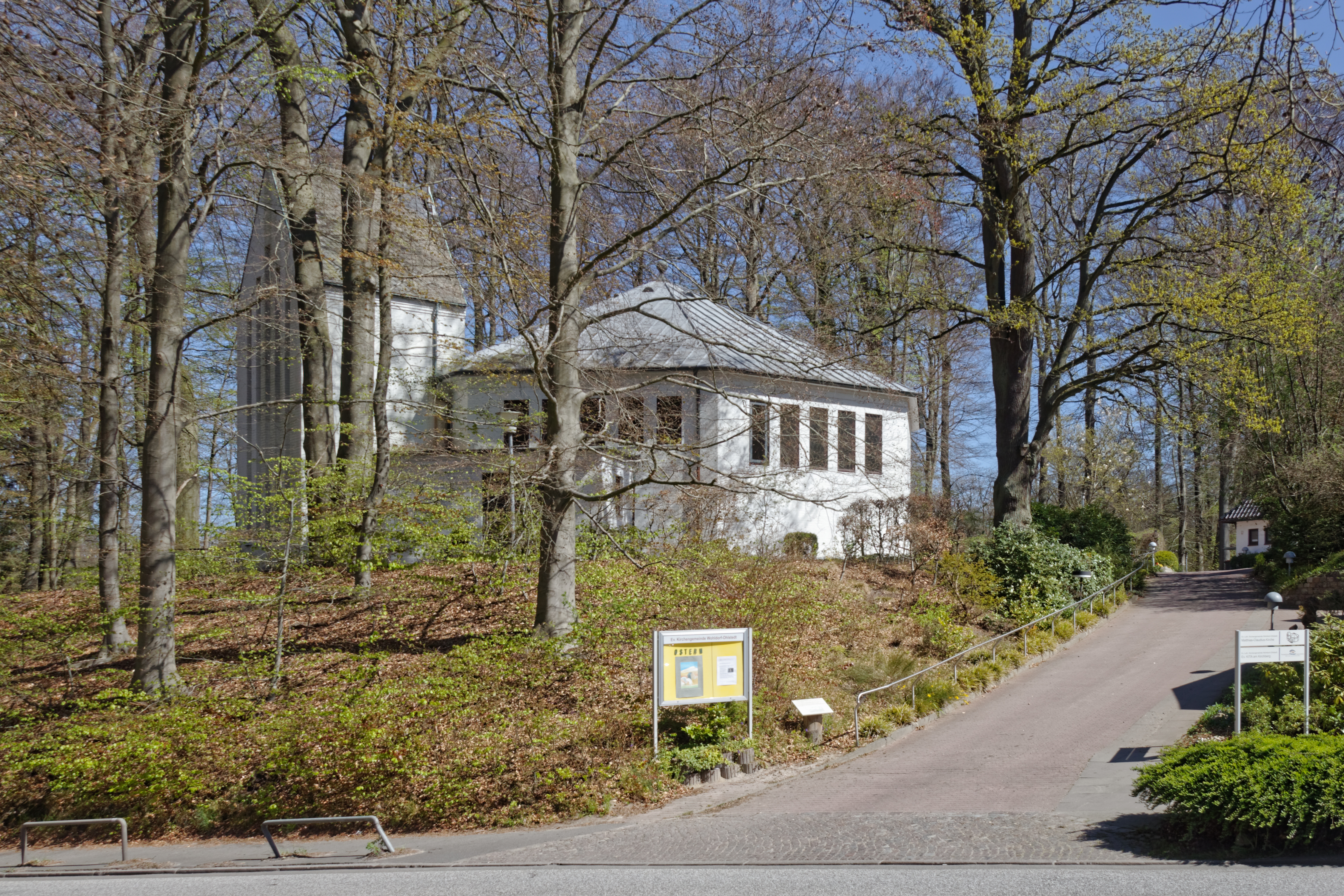
Gesamtansicht, im Vordergrund die Bredenbekstraße